# Torre del Foc
La Torre del Foc (Foișorul de Foc en romanès) és una antiga torre de guaita d'incendis a Bucarest, Romania, de 42 metres d'alçada, construïda el 1890, dos anys més tard que es demolís l'anterior torre de guaita, Turnul Colței, construïda el 1715.
La torre, dissenyada per l'arquitecte en cap de l'Ajuntament, George Mandrea, es va construir amb dos propòsits: torre de guaita pels bombers i dipòsit regulador d'aigua. Però un cop finalitzada, el 1892, no es disposava de les bombes suficientment potents per pujar l'aigua a aquella alçada, i l'edifici es va dedicar íntegrament als bombers, amb carruatges i els seus cavalls a la planta baixa, caserna dels bombers a la primera planta, i dependències del comandant a la segona planta. La vigilància de la ciutat des de l'alçada de la torre es va mantenir fins a l'any 1910, quan es va substituir per avisos telefònics. El 1935 els bombers es van traslladar a una nova caserna, i el 1936 la torre es va habilitar com a Foișorul de Foc - Museu dels Bombers de Romania. El museu va començar com una secció d'història del Museu Municipal de Bucarest, i el 1972 es transformà en el museu de la història dels bombers, amb el rerefons dels principals fets històrics del país. Un ascensor puja els visitants fins al pis 6, i d'aquí van baixant per les diferents sales on hi ha exposades eines d'extinció d'incendis des de l'antiguitat (amb una bomba d'aigua d'Alexandria del segle iii aC) passant per l'Edat Mitjana, fins a l'actualitat.

La Torre del Foc va participar en la Nit dels Museus, a partir del 2012.

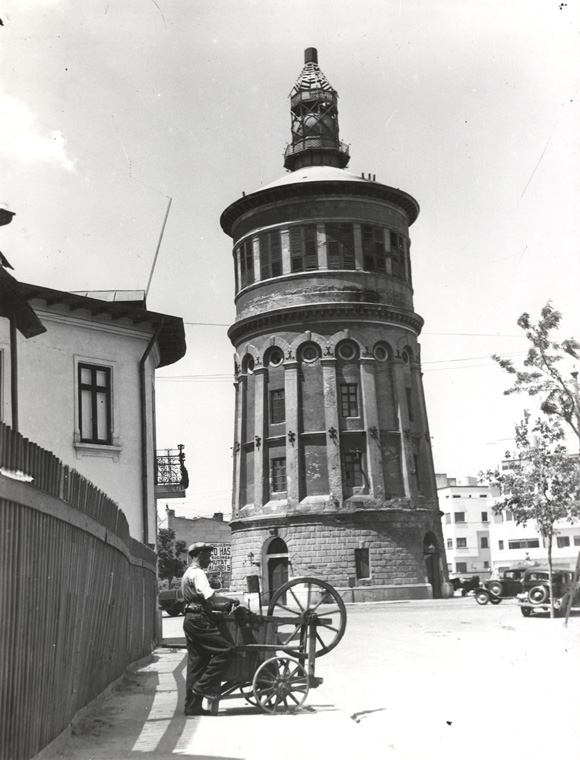
Torre del Foc el 1929
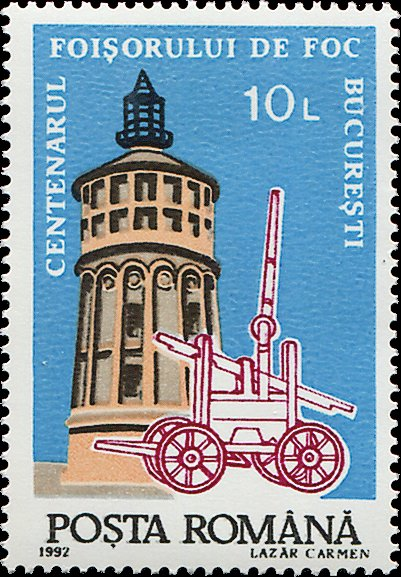
Segell commemoratiu del centenari del parc de bombers
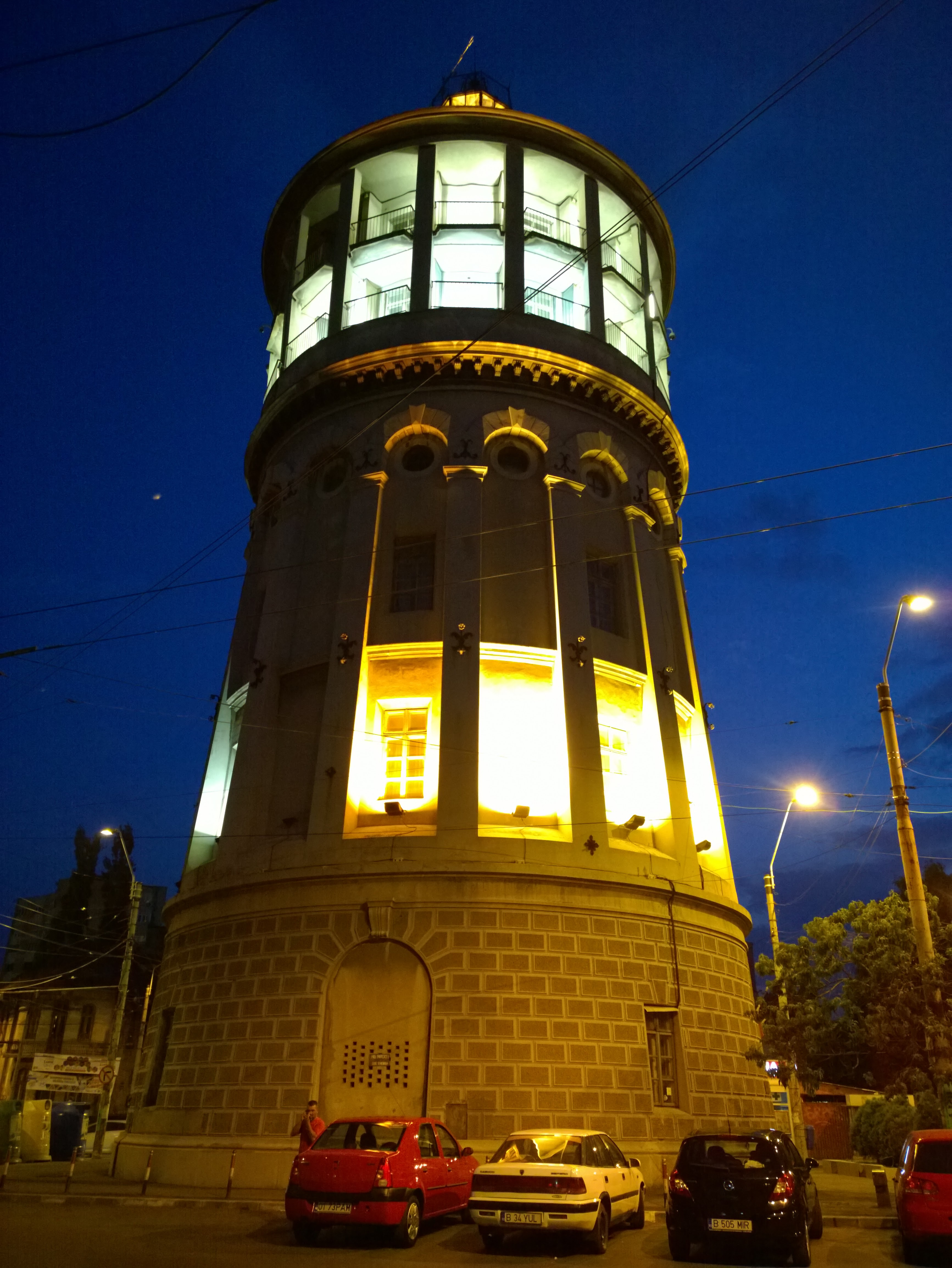
La Torre del Foc de nit